# Руїба
Руїба (араб. الرويبة) — місто на півночі Алжиру, центр однойменного округу вілаєту Алжир. Населення міста становить 61 984 осіб.
Після Другої світової війни Руїба стає індустріальним містом з першою і найбільшою промисловою зоною країни, що охоплює 1000 га, що робить її одним з найбагатших муніципалітетів Алжиру.

## Географія

### Назва
Руїба — назва міста яку мешканці використовували до і після французької окупації. Походження назви є арабською чи берберською, є декілька версій щодо її перекладу.
Назва міста може перекладатися як «маленька деревина».

### Розташування
Руїба розташована за 21 км на схід від Алжиру.

### Топографія
Місто цілком лежить у східній частині рівнини Мітіджа біля річки Ель-Біар-Ваді, біля хребта Храуа.

## Історія
Регіон відомий присутністю людини з доісторичних часів період.

### Галерея

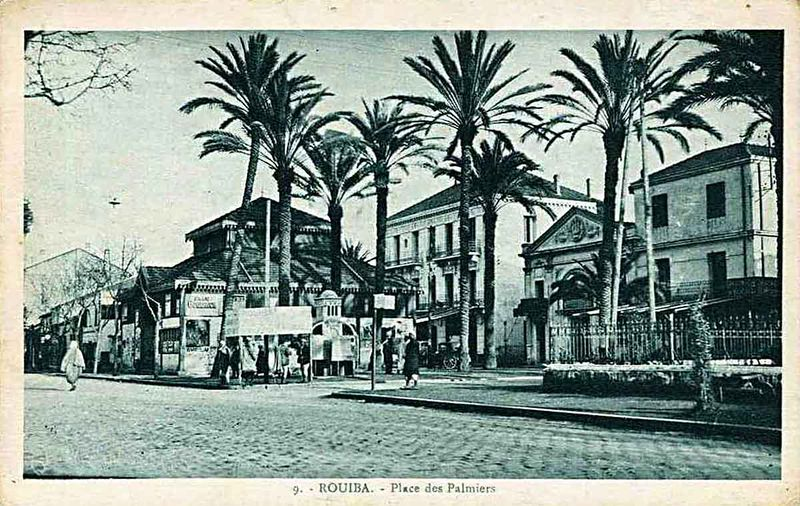
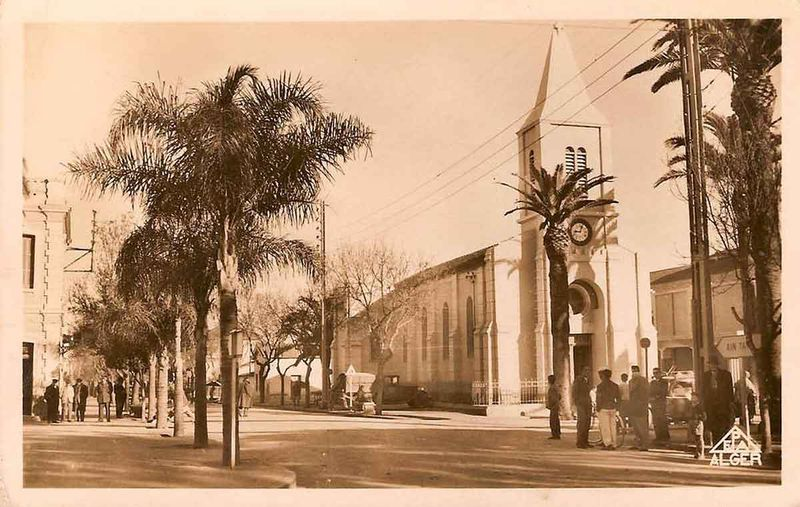
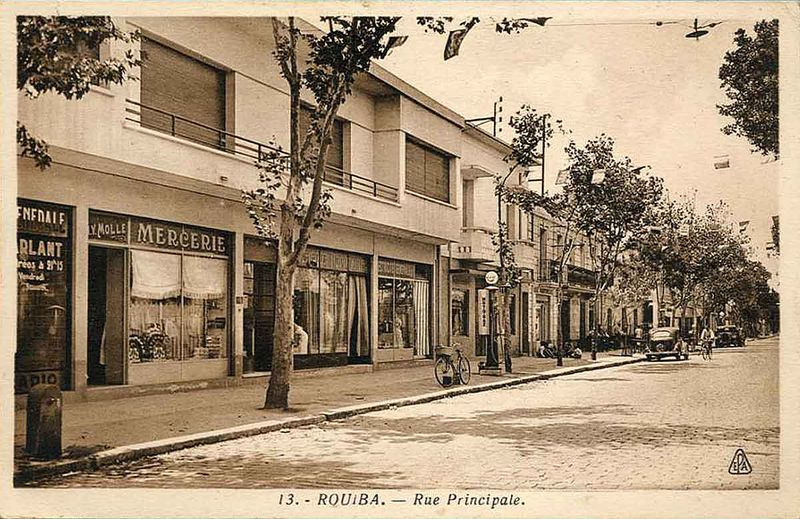
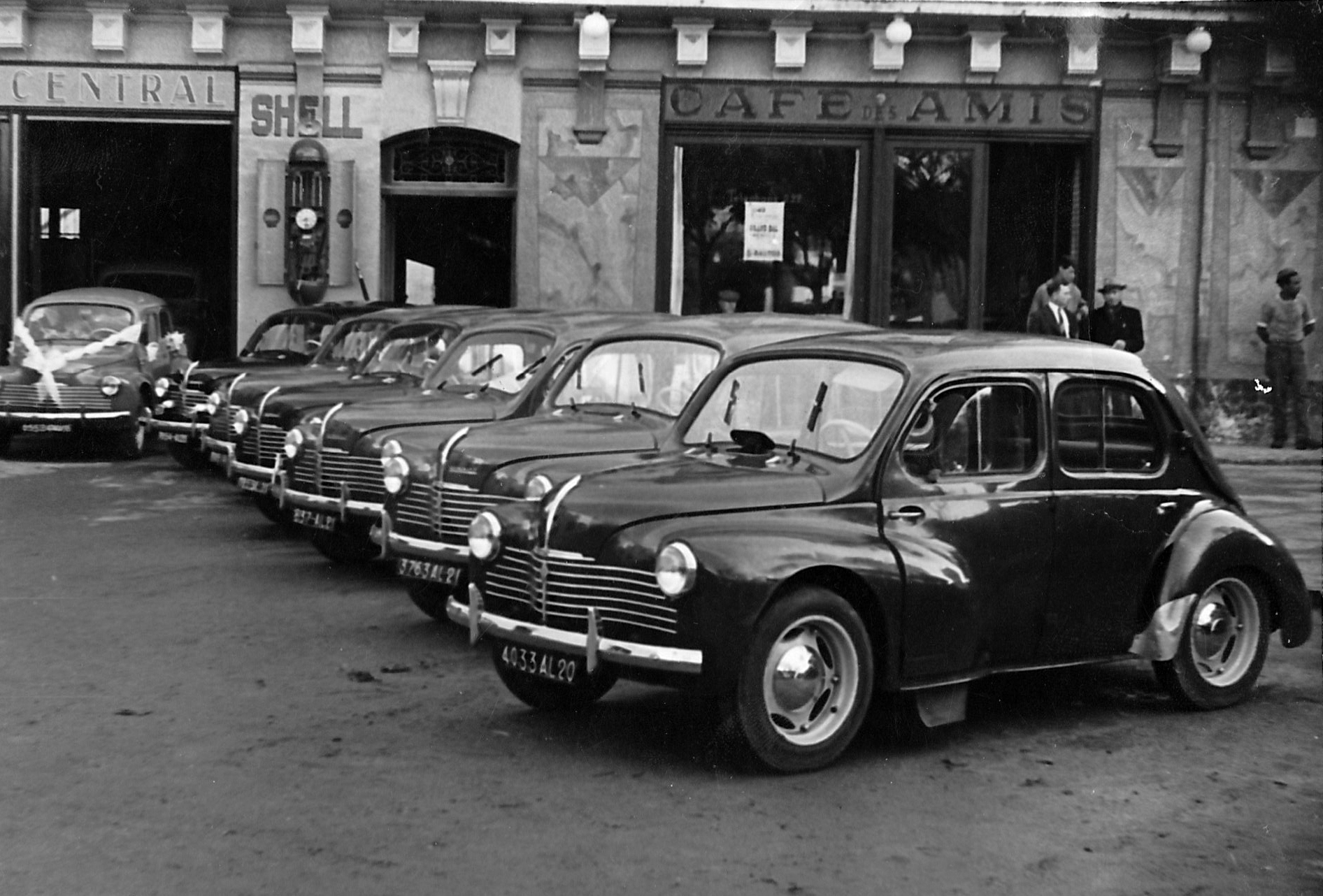

### Після здобуття незалежності
2 грудня 1963 року територія муніципалітету розширилася завдяки приєднання громади Регай.
7 лютого 1984 року Руїба була інтегрована у новостворений вілаєт Бумердес.
4 червня 1997 року, зі створенням губернаторства Великого Алжиру, громада відокремлюється від вілаєту Бумердес, щоб знову приєднатися до Алжиру.

## Культура

### Сади та розарії

#### Громадський сад Руїби
Громадський сад Руїби, який іноді називають Руїбським ботанічним садом. Займає площу понад 3 га.

#### Трояндовий сад
Перед громадським садом Руїба, розміщується Трояндовий сад, відомий своїм квітковим різноманіттям.

#### Сад Лассалас
Облаштований у 2018 році дорогою до Айн-Тайа (CW 121). Сад займає площу понад 6000 кв.м.

### Релігія
У місті знаходяться чотири мечеті: Аль-Куйтс (вул. Кудрі Менуар), Омар Ібн-ель-Хаттаб, Ер-Рахма (бул. Колонель Аміруш).

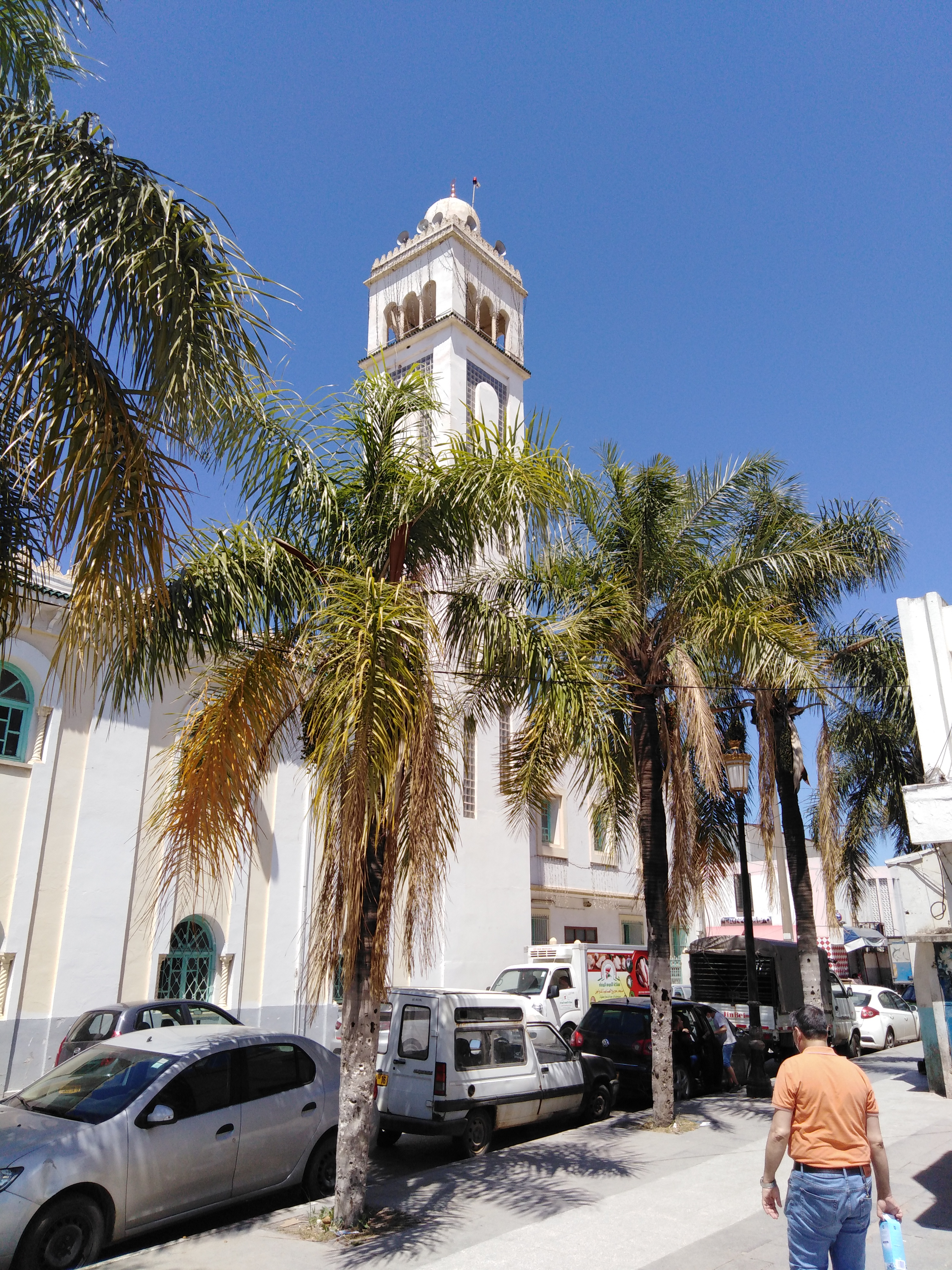
Мечеть Ер-Рахма
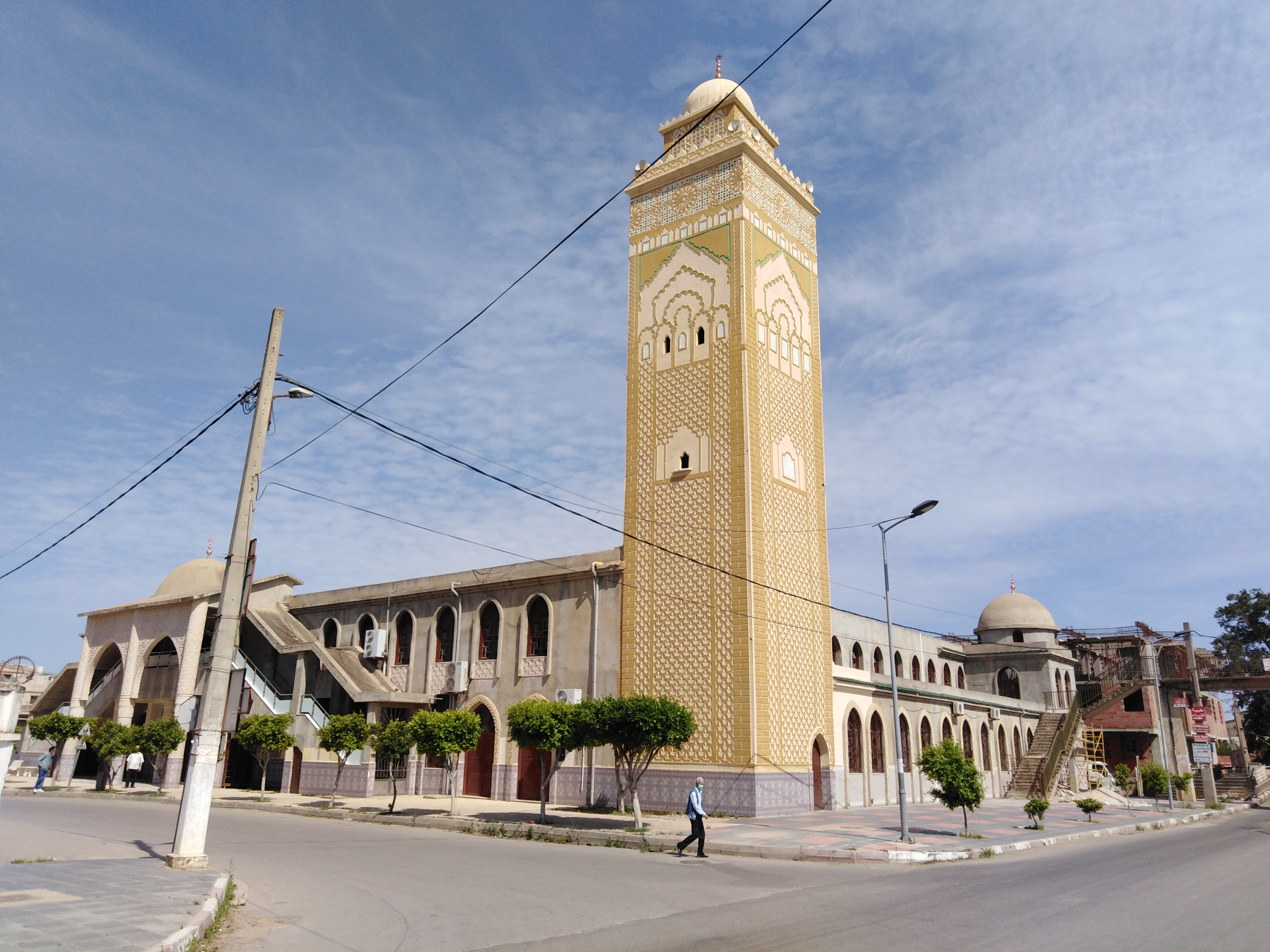
Мечеть Аль-Куйтс
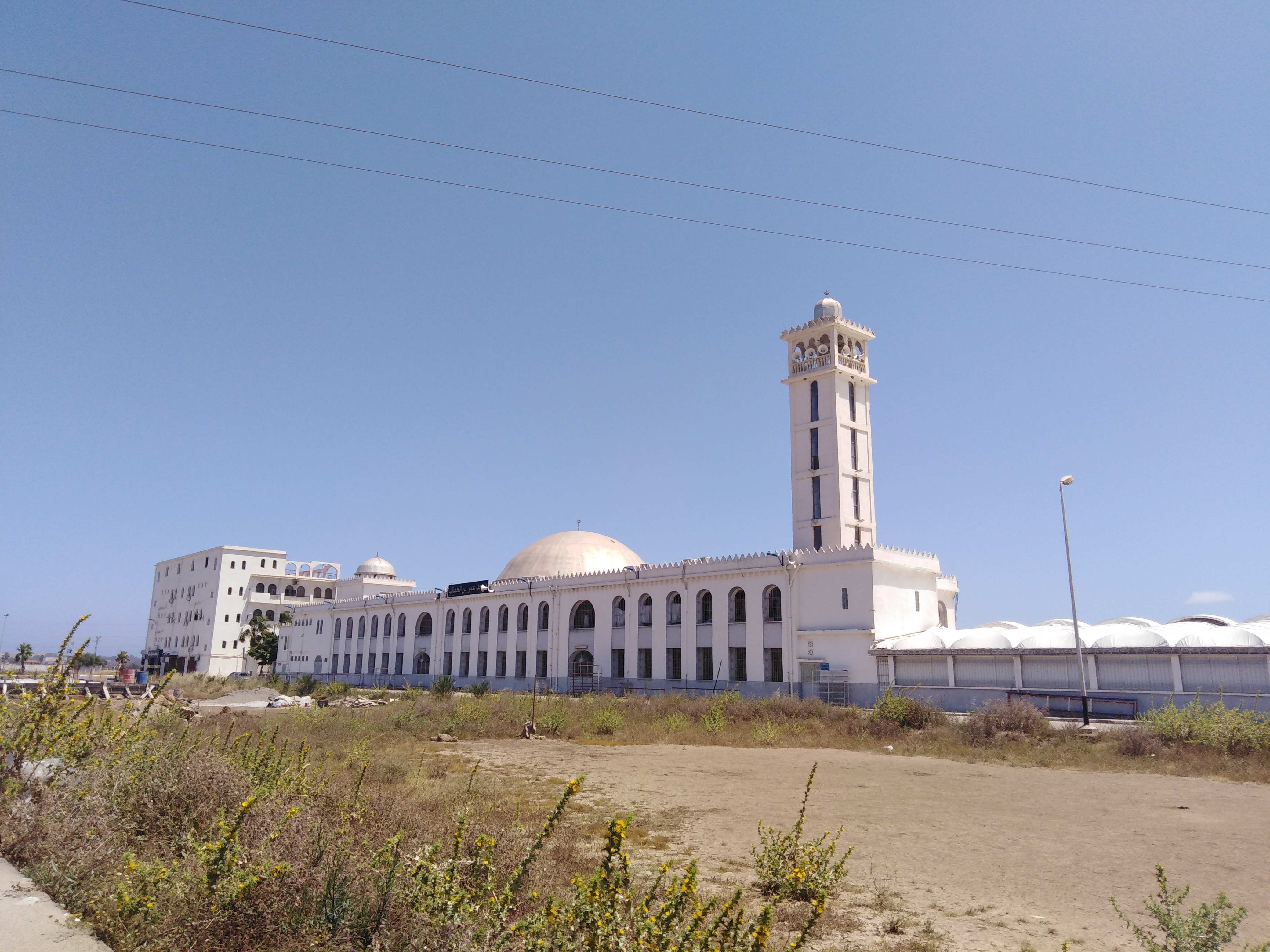
Мечеть Омар Ібн-ель-Хаттаб